# GSC5493-605
GSC5493-605 — хімічно пекулярна зоря спектрального класу Sr, що має видиму зоряну величину в смузі V приблизно 10,0.

## Пекулярний хімічний склад
Зоряна атмосфера GSC5493-605 має підвищений вміст 
Eu
.